# Oro Verde
Oro Verde är en ort i Argentina.   Den ligger i provinsen Entre Ríos, i den centrala delen av landet, 400 km nordväst om huvudstaden Buenos Aires. Oro Verde ligger 86 meter över havet och antalet invånare är 2 548.
Terrängen runt Oro Verde är platt. Runt Oro Verde är det ganska tätbefolkat, med 67 invånare per kvadratkilometer.. Närmaste större samhälle är Paraná, 10,4 km norr om Oro Verde. 
Trakten runt Oro Verde består till största delen av jordbruksmark.